# رایش آلمانی بزرگ

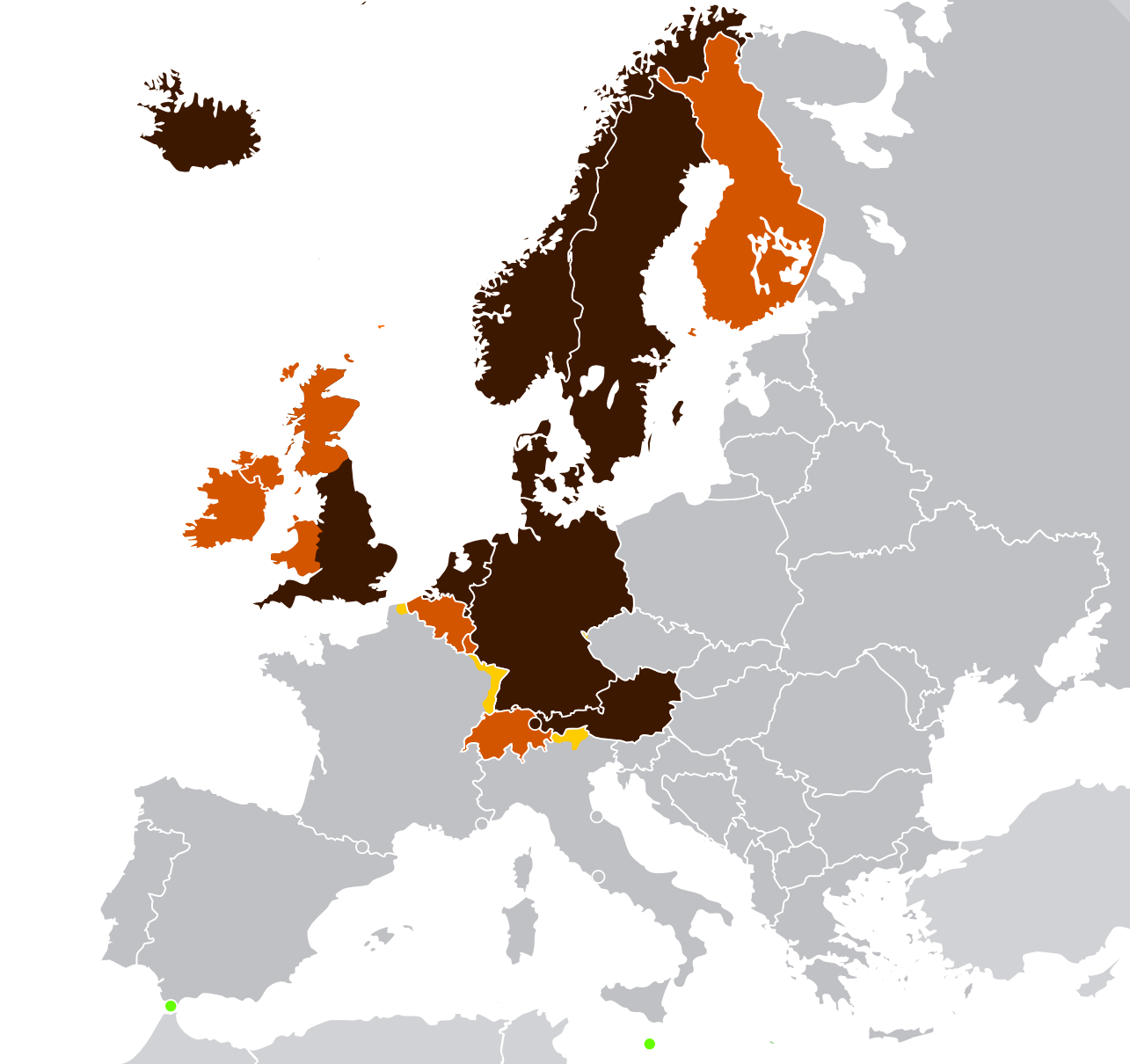
سرزمین‌های امروزی ژرمنیک زبان یا با دارا بودن تعداد بسیار زیادی گویشوران ژرمنیک.

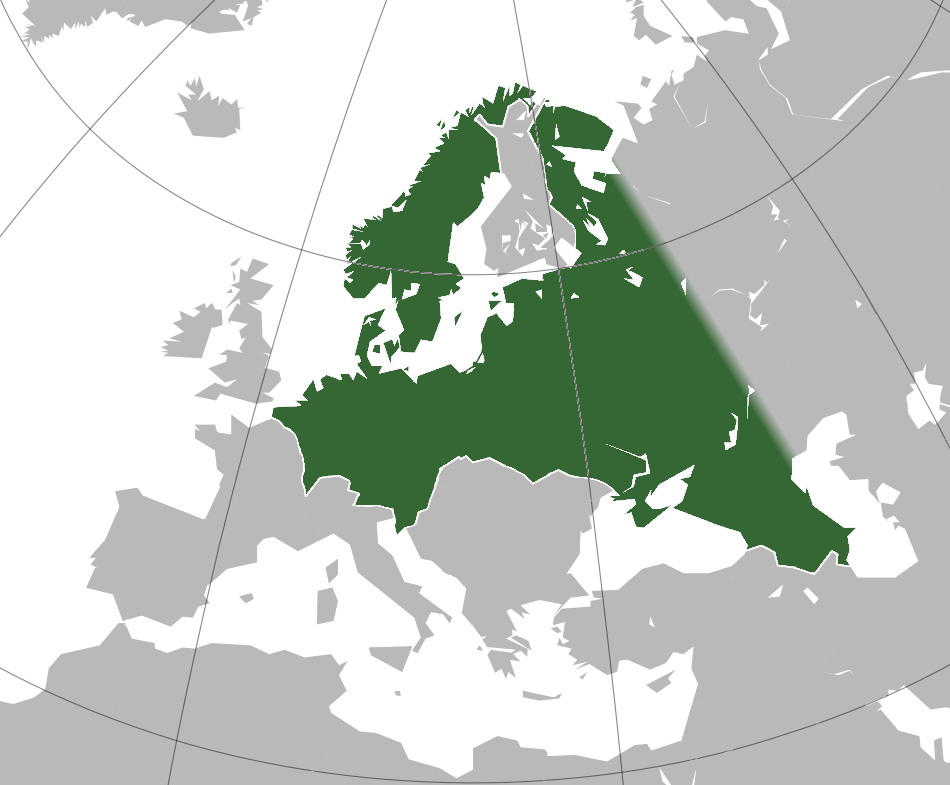
مرزهای برنامه‌ریزی شده «رایش بزرگ آلمانی» - از جمله دولت‌های دست نشانده احتمالی و تحت الحمایه‌ها - بر اساس پیش‌بینی‌های هدف مختلف، فقط تا حدی سیستماتیک (مثلا Generalplan Ost) از منابع مدیریت دولتی و رهبری SS

رایش آلمانی بزرگ (آلمانی: Großgermanisches Reich) با نام کامل رایش آلمانی بزرگ ملت آلمان (آلمانی: Großgermanisches Reich der Deutschen Nation. , نام دولتی رسمی نهاد سیاسی بود که آلمان نازی در طول جنگ جهانی دوم کوشید در اروپا پایه‌گااری کند. ادعاهای سرزمینی برای رایش آلمانی بزرگ در طول زمان در نوسان بود. در اوایل پاییز ۱۹۳۳، آدولف هیتلر الحاق سرزمین‌هایی مانند بوهمیا، غرب لهستان و اتریش به آلمان و تشکیل کشورهای دست نشانده یا دست نشانده بدون استقلال اقتصادی-سیاسی را تصور کرد.
انتظار می‌رفت که این امپراتوری پان ژرمنیک عملاً تمام اروپای ژرمنی را در یک رایش پیشرفته و هوشمندِ بسیار توسعه یافته جذب کند. از دید سرزمینی، این رایش آلمانی که قبلاً بزرگ شده بود (شامل آلمان مربوط به قبل از ۱۹۳۸، اتریش، بوهم، موراویا، سیلزی چک، آلزاس-لورن، اوپن-مالمدی، ممل، اشتایرای سفلی، کارنیولای بالا، کارنیولای جنوبی، اشتایرمارک جنوبی، کارنیولای جنوبی، را در بر می‌گرفت. و لهستان)، هلند، بخش فلاندری بلژیک، لوکزامبورگ، دانمارک، نروژ، سوئد، ایسلند، لیختن اشتاین، و حداقل بخش‌های آلمانی زبان سوئیس.
بارزترین استثناء آلمانی‌زبان می‌توانست انگلستان باشد: نظم جدید نازی‌ها نقش بریتانیا را نه به‌عنوان یک استان سرزمین ژرمنیک بزرگ، بلکه به‌عنوان شریک دریانوردی متحد آلمان در نظر می‌گرفت. استثناء دیگر، قلمرو آلمانی‌نشین در تیرول جنوبی بود، منطقه‌ای که آلمان در سال ۱۹۳۹ به قدرت هم‌محور خود، ایتالیای فاشیست، اختصاص داد. جدای از اروپای ژرمنی، مرزهای غربی رایش با فرانسه به مرزهای امپراتوری مقدس روم قبلی بازمی‌گشت، که به معنای الحاق کامل تمام والونیا، سوئیس فرانسه و مناطق وسیعی از شمال و شرق فرانسه بود. علاوه بر این، سیاست Lebensraum مستلزم گسترش گسترده آلمان و اسکان آلمانی‌ها به سمت شرق تا کوه‌های اورال بود (تسخیر سرزمین‌هایی از لیتوانی، لتونی، استونی و اتحاد جماهیر شوروی در این فرایند). هیتلر در ابتدا برای تبعید جمعیت «مازاد» روسیه که در غرب اورال زندگی می‌کردند به سمت شرق اورال در سیبری برنامه‌ریزی کرد.
با این کار نژاد نوردیک به عنوان برترین نژاد آلمانی گسترش می‌یافت، با زبان و فرهنگ ژرمینک با موهایی بور، چشمانی آبی و سبز و رنگ پریدهبرترین نمونه نژادی در میان نوردیک گرایان (نوردیسیزم) بودند.